# Igor Jovanović (giocatore di football americano)
Igor Jovanović (...) è un giocatore di football americano serbo, che gioca nel ruolo di quarterback per i Kragujevac Wild Boars.